# Homi Jehangir Bhabha
|  | No s'ha de confondre amb Homi K. Bhabha. |

Homi Jehangir Bhabha (Bombai, Índia, 30 d'octubre de 1909 - Bossons Glacier, França, 24 de gener de 1966), més conegut com a Homi J. Bhabha o Homi Bhabha, va ser un físic nuclear indi, director fundador i professor de física a l'Institut Tata d'Investigacions Fonamentals (TIFR). Conegut col·loquialment com a «pare del programa nuclear indi» per les seves aportacions a la física quàntica i la radiació còsmica. Bhabha també va ser el director fundador de l'Establiment de l'Energia Atòmica Trombay (AEET), que ara s'anomena Centre de Recerca Atòmica Bhabha en honor seu. TIFR i AEET van ser la pedra angular del desenvolupament indi d'armes nuclears que Bhabha també va supervisar com a director. Va ser el primer president de la Comissió d'Energia Atòmica de l'Índia.
Homi J. Bhabha fou guardonat amb el Premi Adams (1942) i el premi Padma Bhushan (1954). També va ser nominat al Premi Nobel de Física el 1951 i el 1953–1956. Va morir en un accident del vol 101 d'Air India el 24 de gener de 1966 als Alps francesos.

## Primers anys
Homi Jehangir Bhabha va néixer en una coneguda família industrial benestant, a través de la qual es va relacionar amb els empresaris Dinshaw Maneckji Petit i Dorabji Tata. El seu pare era Jehangir Hormusji Bhabha, un conegut advocat Parsi i la seva mare era Meheren. Va cursar els seus primers estudis a The Catedral & John Connon School de Bombai i va ingressar a l'Elphinstone College amb quinze anys després de passar el seu examen Senior Cambridge amb matrícula d'honor.
Bhabha va estudiar al Royal Institute of Science de Bombai abans d'incorporar-se, el 1927, al Caius College de la Universitat de Cambridge per a cursar estudis d'enginyeria mecànica. Això va ser degut a la insistència del seu pare i del seu oncle Dorabji, que havien planejat que Bhabha obtingués el títol d'enginyer mecànic a Cambridge i després tornés a l'Índia, on s'uniria al Tata Steel o Tata Steel Mills a Jamshedpur com a metal·lúrgic.
Un any més tard, Bhabha va comunicar als seus pares que no tenia interès en l'enginyeria mecànica i els va demanar que el deixessin estudiar física. El seu pare li va contestar que li donaria suport a condició que acabés els estudis d'enginyeria mecànica.

## Estudis i investigacions a la Universitat de Cambridge
El pare de Bhabha va comprendre la situació del seu fill i va acceptar finançar els seus estudis en matemàtiques sempre que obtingués la nota màxima en l'examen de ciències mecàniques. Bhabha va fer l'examen Tripos el juny de 1930 i va aprovar amb honors de primera classe. Després va destacar en els seus estudis de matemàtiques amb el professor Paul Dirac per completar el Mathematical Tripos. Mentrestant, va treballar al laboratori Cavendish mentre preparava el seu doctorat en física teòrica. Aleshores, el laboratori era el centre de diversos avenços científics. James Chadwick havia descobert el neutró, John Cockcroft i Ernest Walton van aconseguir la transmutació del liti amb protons d'alta energia, i Patrick Blackett i Giuseppe Occhialini van utilitzar cambres de boira per demostrar la producció de parells i dutxes d'electrons mitjançant radiació gamma.
Durant el curs 1931–1932, Bhabha va ser guardonat amb el Salomons Studentship in Engineering. El 1932, va obtenir la nota màxima en el seu Mathematical Tripos i va ser premiat amb la beca de viatge Rouse Ball. Durant aquest temps, la física nuclear estava atraient les ments més brillants i era un dels camps més significativament emergents en comparació amb la física teòrica. La realització d'experiments amb partícules que alliberaven enormes quantitats de radiació, va ser una de les grans passions de Bhabha, i la seva investigació i experiments d'avantguarda van contribuir als grans èxits dels físics indis que van dedicar els seus treballs a la física nuclear, destacant especialment el professor Piara Singh Gill.

### Treballs de física nuclear
El gener de 1933, Bhabha es va doctorar en física nuclear després de publicar el seu primer treball científic, «L'absorció de la radiació còsmica». A la publicaciò, Bhabha va oferir una explicació de les característiques d'absorció i producció de dutxes d'electrons en raigs còsmics. El document el va ajudar a guanyar la Isaac Newton Studentship el 1934, que va ocupar durant els tres anys següents. L'any següent, va completar els seus estudis de doctorat en física teòrica sota la direcció de Ralph Fowler. Durant aquest període universitari, va dividir el seu temps treballant a Cambridge i amb Niels Bohr a Copenhaguen. El 1935, Bhabha va publicar un article a la revista Proceedings of the Royal Society, Sèrie A, en la qual va realitzar el primer càlcul per determinar la secció transversal de dispersió d'electrons-positrons. La dispersió d'electrons-positrons es va anomenar més tard Bhabha scattering, en honor de les seves contribucions en aquest camp.
El 1936, amb Walter Heitler, va ser coautor d'un article, «The Passage of Fast Electrons and the Theory of Cosmic Showers» a la Proceedings of the Royal Society, Sèrie A, en què utilitzaven la seva teoria per descriure com els raigs còsmics primaris de l'espai exterior interactuen amb l'atmosfera superior per produir partícules observades al nivell del sòl. A continuació, Bhabha i Heitler van fer estimacions numèriques del nombre d'electrons en el procés en cascada a diferents altituds per a diferents energies d'iniciació d'electrons. Els càlculs van coincidir amb les observacions experimentals de dutxes còmiques fetes per Bruno Rossi i Pierre Victor Auger uns anys abans. Més tard, Bhabha va concloure que les observacions de les propietats d'aquestes partícules conduirien a la verificació experimental directa de la teoria de la relativitat d'Albert Einstein. El 1937, Bhabha va ser guardonat amb la Beca de recerca de 1851, que el va ajudar a continuar la seva tasca a Cambridge fins a l'esclat de la Segona Guerra Mundial el 1939.

## Tornada a l'Índia
El setembre de 1939, Bhabha era a l'Índia per a unes breus vacances quan va començar la Segona Guerra Mundial, i va decidir de moment no tornar a Anglaterra. Va acceptar una oferta com a lector al departament de física de l'Institut Indi de Ciències, llavors dirigit pel reconegut físic C. V. Raman. Va rebre una beca especial d'investigació de Sir Dorab Tata Trust, que va utilitzar per establir la unitat de recerca de raigs còsmics a l'Institut. Bhabha va seleccionar uns quants estudiants, entre ells Harish-Chandra, per treballar amb ell. Més tard, el 20 de març de 1941, va ser elegit membre de la Royal Society. Amb l'ajuda de J. R. D. Tata, va exercir un paper fonamental en la creació de l'Institut Tata de Recerca Fonamental de Bombai.

## Carrera
Amb el començament de la Segona Guerra Mundial el setembre del 1939, Homi Bhabha, que era de vacances a l'índia, va decidir no tornar a Anglaterra i va acceptar un lloc de lector a l'Institut Indi de Ciències. Durant aquest temps, Bhabha va tenir un paper fonamental per convèncer els alts líders del Congrés Nacional Indi, sobretot Jawaharlal Nehru, que després va ser el primer ministre de l'Índia, per iniciar l'ambiciós programa nuclear. Com a part d'aquesta visió, Bhabha va establir la unitat de recerca de raigs còsmics a l'Institut, va començar a treballar en la teoria del moviment de partícules puntuals, alhora que va realitzar investigacions sobre armes nuclears el 1944. El 1945 va establir l'Institut Tata d'Investigació Fonamental de Bombai i la Comissió de l'Energia Atòmica el 1948, exercint el càrrec de primer president. El 1948, Nehru va dirigir la recomanació de Bhabha com a director del programa nuclear i va encarregar-li que desenvolupés les armes nuclears poc després. A la dècada de 1950, Bhabha va representar l'Índia a les conferències de l'AIEA i va exercir de president de la conferència de les Nacions Unides sobre els usos pacífics de l'energia atòmica a Ginebra, Suïssa, el 1955. Durant aquest temps, va intensificar el seu lobbying per al desenvolupament d'armes nuclears. Poc després de la guerra del Sino-Indo, Bhabha va començar a fer una crida agressiva i pública per les armes nuclears.
Bhabha va guanyar protagonisme internacional després de derivar una expressió correcta per la probabilitat de difondre positrons per electrons, procés que ara es coneix com a dispersió de Bhabha. La seva important contribució va incloure el seu treball sobre la dispersió de Compton, el procés R i, a més, l'avanç de la física nuclear. Va ser guardonat amb el Padma Bhushan pel govern de l'Índia el 1954. Posteriorment va ser membre del Comitè Assessor Científic del Gabinet Índic i va proporcionar el rol fonamental a Vikram Sarabhai per constituir el Comitè Nacional Indi per a la Recerca Espacial. El gener de 1966, Bhabha va morir en un accident d'avió a prop del Mont Blanc, mentre es dirigia a Viena, Àustria, per assistir a una reunió del Comitè Assessor Científic de l'Agència Internacional de l'Energia Atòmica.

## L'energia atòmica a l'Índia

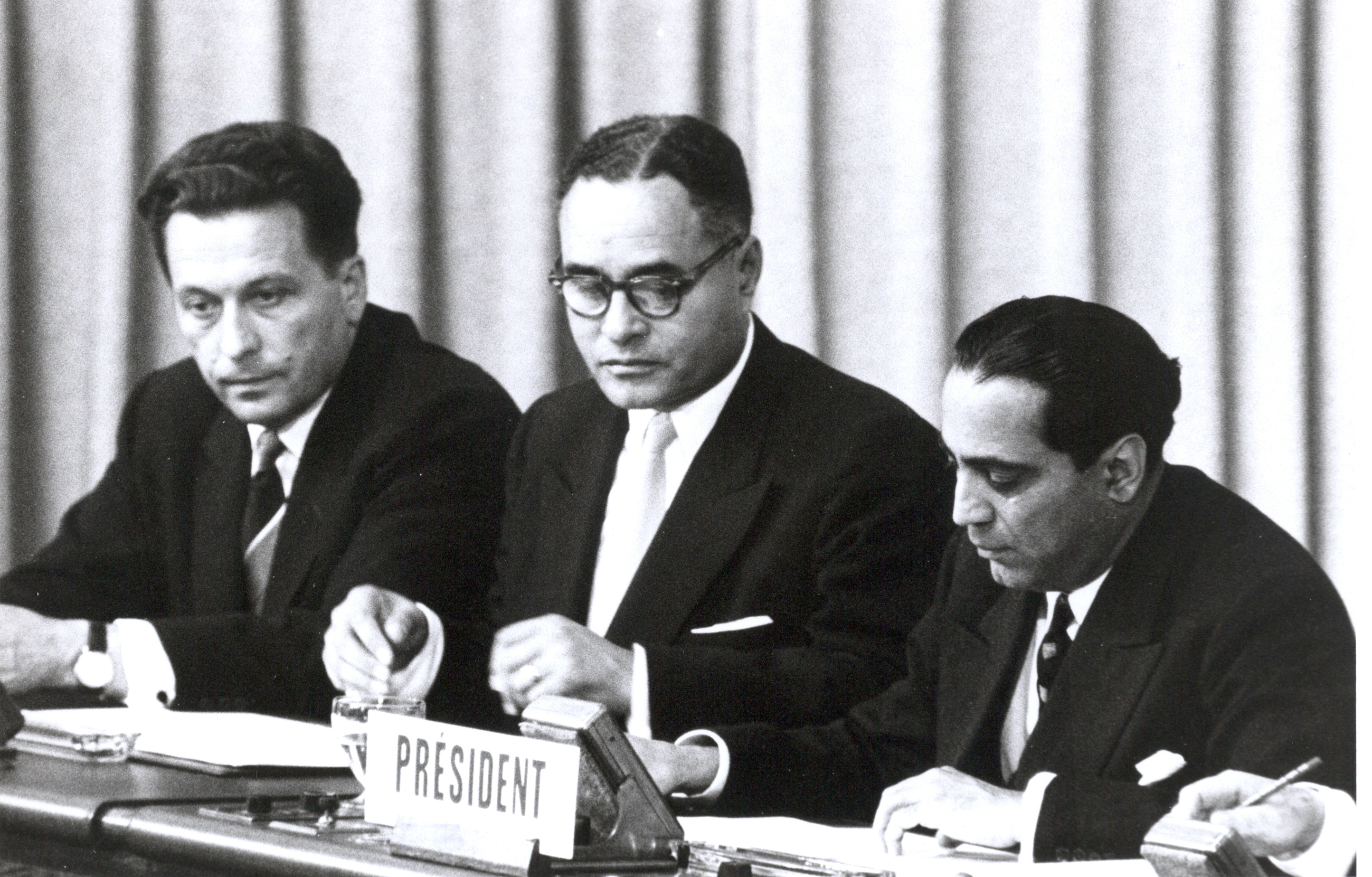
Bhabha (dreta) (the International Conference on the Peaceful Uses of Atomic Energy) Ginebra, Suïssa, 20 Agost 1955

Quan Homi Jehangir Bhabha treballava a l'Institut de Ciències de l'Índia, no hi havia cap institut a l'Índia que tingués les instal·lacions necessàries per al treball original en física nuclear, raigs còsmics, física d'alta energia i altres fronteres del coneixement en física. Això el va impulsar a enviar una proposta el març del 1944 al Sir Dorabji Tata Trust per establir «una vigorosa escola de recerca en física fonamental». En la seva proposta va escriure:
| « | A l'Índia no hi ha actualment una gran escola d'investigació sobre els problemes fonamentals de la física, tant teòrics com experimentals. Tanmateix, hi ha treballadors competents repartits per tota l'Índia que no estan fent tanta feina com ho farien si s'agrupaven en un mateix lloc sota la direcció adequada. És absolutament l'interès de l'Índia tenir una vigorosa escola d'investigació en física fonamental, ja que aquesta escola forma la punta de llança de la investigació no només en branques menys avançades de la física, sinó també en problemes d'aplicació pràctica immediata a la indústria. Si gran part de la investigació aplicada feta a l'Índia avui és decebedora o de qualitat molt inferior, es deu exclusivament a l'absència d'un nombre suficient de treballadors de recerca purament destacats que establirien l'estàndard de bona investigació i actuarien en els consells directius en funció d'assessorament. ... A més a més, quan l'energia nuclear s'hagi aplicat amb èxit per a la producció d'energia a partir d'ara fa un parell de dècades, l'Índia no haurà de buscar els seus experts a l'estranger, però els trobarà a punt. No crec que ningú que conegui el desenvolupament científic d'altres països denegui la necessitat a l'Índia d'una escola com jo proposo. Les assignatures sobre les quals es faria recerca i ensenyament avançat serien la física teòrica, especialment sobre problemes fonamentals i amb especial referència als rajos còsmics i la física nuclear, i la investigació experimental sobre els rajos còsmics. No és possible ni desitjable separar la física nuclear dels rajos còsmics, ja que els dos estan estretament connectats teòricament. | » |

Els fideïcomissaris de Sir Dorabji Jamsetji, Tata Trust, van decidir acceptar la proposta de Bhabha i la responsabilitat financera de començar l'Institut l'abril de 1944. Es va escollir Bombai com a lloc on el govern de Bombai va mostrar interès a convertir-se en fundador conjunt de l'institut proposat. L'institut, anomenat Institut Tata de Recerca Fonamental, es va inaugurar el 1945 en 540 metres quadrats d'espai contractat en un edifici existent. El 1948 l'Institut va ser traslladat als antics edificis del Royal Yacht club.
Quan Bhabha es va adonar que el desenvolupament de la tecnologia del programa d'energia atòmica ja no es podia dur a terme dins del TIFR, va proposar al govern que construís un nou laboratori completament dedicat a aquest propòsit. Per a aquest propòsit, el govern de Bombai va adquirir a Trombay 1200 hectàrees de terra. Així, l'Establiment d'Energia Atòmica de Trombay (AEET) va començar a funcionar el 1954. El mateix any també es va crear el Departament d'Energia Atòmica (DAE). Bhabha va representar a l'Índia als fòrums internacionals de l'energia atòmica i com a president de la conferència de les Nacions Unides sobre els usos pacífics de l'energia atòmica, a Ginebra, Suïssa, el 1955. Va ser elegit membre honorari exterior de l'Acadèmia Americana de les Arts i les Ciències el 1958.

## L'estratègia de Bhabha darrere el programa d'energia nuclear de l'Índia

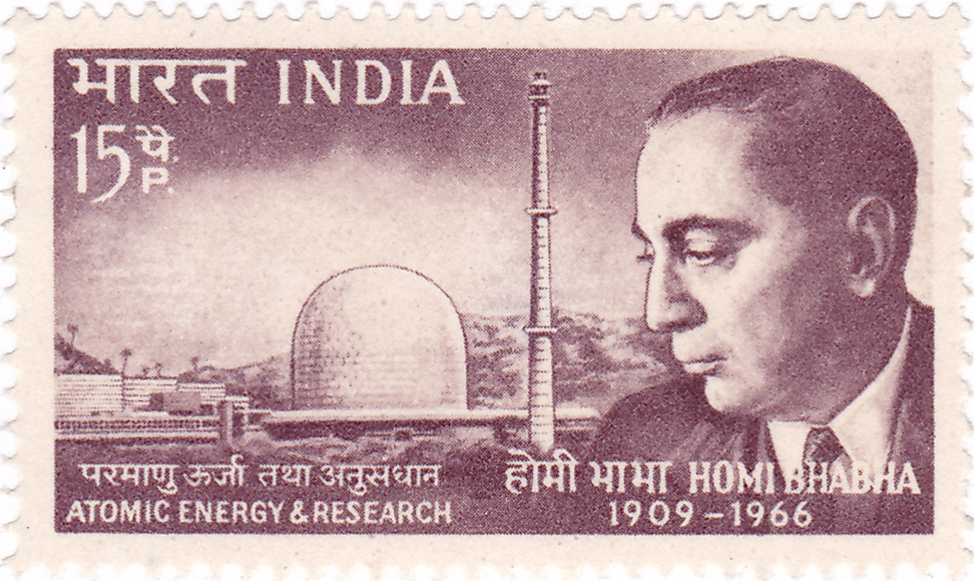
Homi J. Bhabha el 1966 (segell de l'Índia)

A Bhabha se'l reconeix com el pare de l'energia nuclear índia. A més, se li atribueix la formulació d'una estratègia centrada a extreure el poder de les grans reserves de tori del país en lloc de les seves escasses reserves d'urani. Aquesta estratègia centrada en el tori contrastava molt amb la resta de països del món. L'enfocament proposat per Bhabha per assolir aquest objectiu estratègic es va convertir en el programa d'energia nuclear de tres etapes de l'Índia.
Bhabha va parafrasejar l'enfocament en tres etapes de la següent manera:
| « | Les reserves totals de tori a l'Índia ascendeixen a més de 500.000 tones de forma fàcilment extractable, mentre que les reserves conegudes d'urani són menys d'una desena. L'objectiu del programa d'energia atòmica de llarg abast a l'Índia ha de ser, doncs, basar la generació d'energia nuclear tan aviat com sigui possible en el tori en lloc de l'urani ... La primera generació de centrals atòmiques basades en urani natural només es pot utilitzar per iniciar un programa de potència atòmica ... El plutoni produït per les centrals de primera generació es pot utilitzar en una segona generació de centrals dissenyades per produir energia elèctrica i convertir el tori en U-233, o urani esgotat en més plutoni amb guany de reproducció ... La segona generació de centrals pot considerar-se com un pas intermedi per a les centrals generadores de la tercera generació, totes les quals produirien més U-238 del que cremen en el moment de produir energia. | » |

## Mort

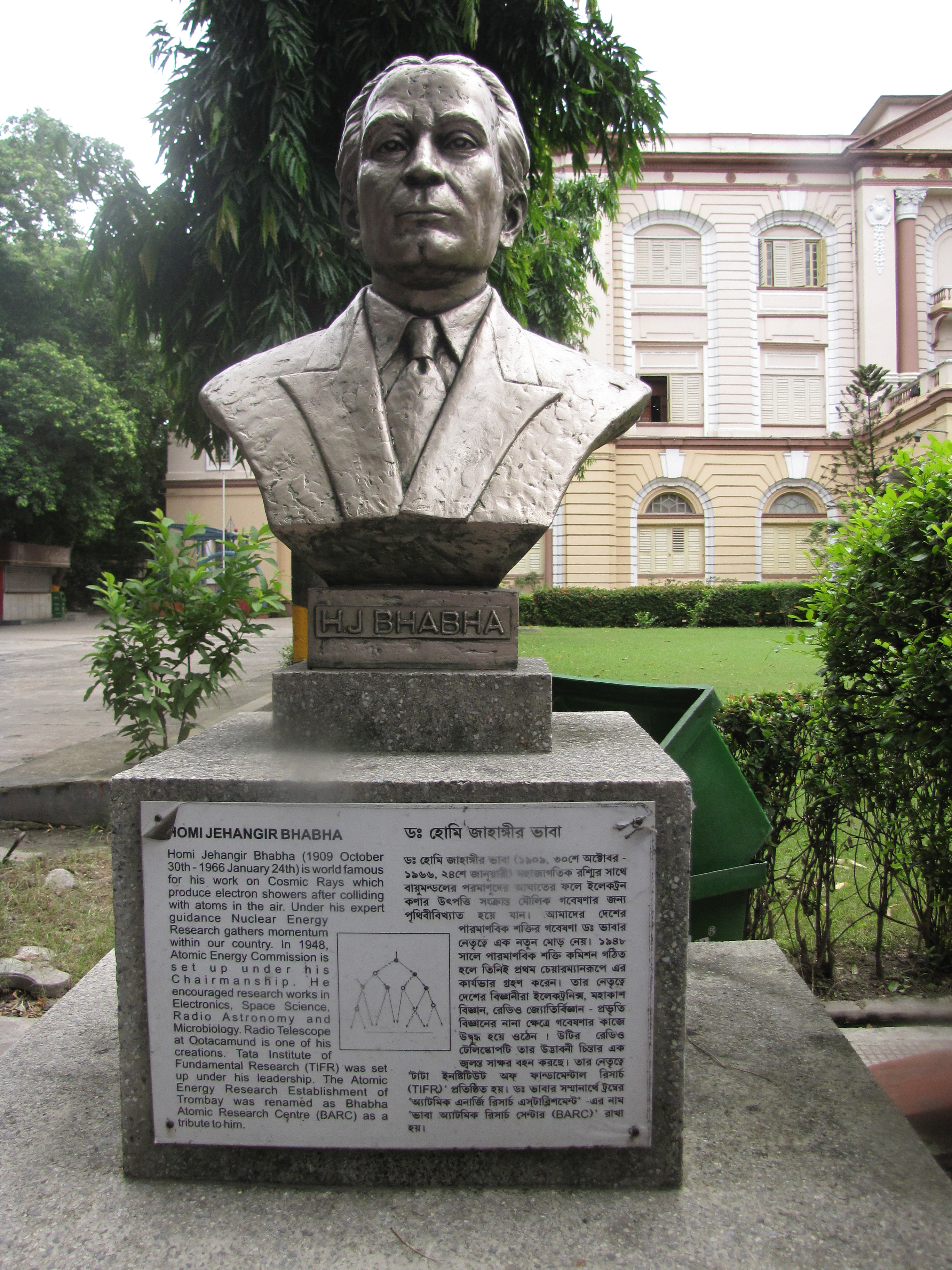
Bust d'Homi J. Bhabha (Calcuta)

Homi J. Bhabha va morir quan el vol 101 d'Air Índia es va estavellar a la glacera de Bossons, al costat francès del Massís del Mont Blanc, el 24 de gener de 1966. El malentès entre l'aeroport de Ginebra i el pilot respecte de la posició de l'avió a prop de la muntanya va ser la causa oficial de l'accident.

### Teories d'assassinat
S'han avançat diverses teories sobre l'accident aeri, inclosa la que consideraria que l'Agència Central d'Intel·ligència (CIA) hi estaria implicada pel seu interès a paralitzar el programa nuclear de l'Índia. Gregory Douglas, un periodista que va enregistrar durant quatre anys les seves entrevistes amb l'exagent de la CIA, Robert Crowley, va gravar les seves converses telefòniques i després va publicar les transcripcions en un llibre titulat Converses amb el Corb. Crowley afirmava que la CIA va ser la responsable d'assassinar Homi Bhabha i que una bomba a la secció de càrrega de l'avió havia explotat durant el vol fent estavellar el Boeing 707 contra la glacera dels Alps. Crowley va afirmar que els Estats Units eren conscients del progrés nuclear indi i de la derrota del seu aliat Pakistan en la guerra de 1965.
L'agost de 2012, 46 anys després de l'accident aeri, va ser loccalizada una valisa diplomàtica a l'àrea de l'accident. La valisa, que tenia marques de les inscripcions 'Correu diplomàtic' i 'Ministeri d'Afers Exteriors', va ser oberta a Delhi amb l'esperança que pogués aportar alguna dade sobre l'accident. Malauradament, la valisa no contenia material classificat, només còpies de diaris de l'Índia, calendaris de 1966 i una carta adreçada al cònsol general indi a Nova York.

## Llegat
Després de la seva mort, l'AEET va ser rebatejat com a Centre de Recerca Atòmica Bhabha en honor seu. A més de ser un científic i administrador capaç, Bhabha també va ser pintor i entusiasta de la música i l'òpera clàssica, a més de ser un botànic aficionat. És un dels científics més destacats que l'Índia ha tingut mai. Bhabha també va fomentar la investigació en electrònica, ciències espacials, radioastronomia i microbiologia.
El famós radiotelescopi d'Ooty va ser una iniciativa seva que es va convertir en realitat el 1970. El consell de beques d'Homi Bhabha ha concedit beques Homi Bhabha des de 1967. Altres institucions destacades en nom seu són l'Institut Nacional Homi Bhabha i la Homi Bhabha per a l'educació científica de Bombai.
A la mort de Bhabha, les seves propietats, inclòs el bungalou colonial Malabar Hill, van ser heretades pel seu germà Jamshed Bhabha. Jamshed, un àvid patró de les arts i la cultura, va cedir el bungalou i el seu contingut al Centre Nacional de les Arts Escèniques, que va subhastar la propietat per recaptar fons per al manteniment i el desenvolupament del centre. El bungalou va ser enderrocat el juny del 2016 pel propietari, Smita-Crishna Godrej, de la família Godrej, malgrat alguns esforços perquè es conservés com a memorial Homi Bhabha.